# Биланд, Рольф
Рольф Биланд (нем. Rolf Biland; род. 1 апреля 1951, Баден, Швейцария) — швейцарский авто и мотогонщик, 7-кратный чемпион мира по шоссейно-кольцевым гонкам в классе мотоциклов с колясками, чемпион Швейцарии 1973 года. Обладатель абсолютного рекорда по количеству побед в гонках чемпионата.

## Спортивная карьера
Рольф Биланд начал мотогоночную карьеру в 1970 году в качестве пассажира, а в 1972-м впервые выступил в роли пилота. Добившись успеха в локальных гонках и в частности завоевав титул чемпиона Швейцарии (1973), Биланд дебютировал со своим пассажиром Фредди Фрайбургхаусом в Чемпионате мира. Выступал он на мотоцикле CAT-Crescent, разработанной конструктором Руди Куртом.

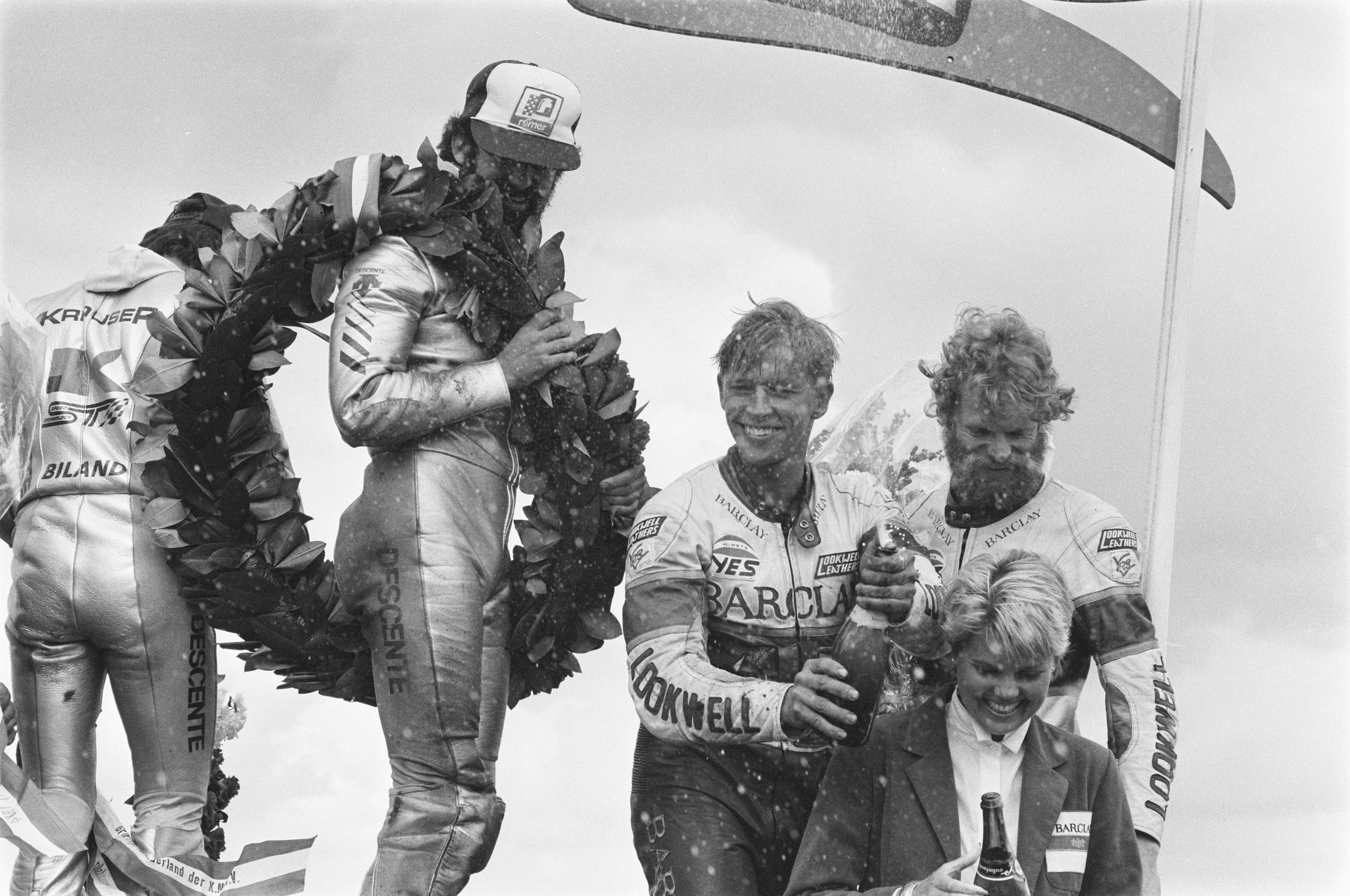
Подиум гонки TT Assen 1984 года, победители — Рольф Биланд (спиной, слева) и Курт Вальтисперг

В 1975 году Биланд одерживает первую победу, выиграв на Seymaz-Yamaha Гран-При Германии, и становится бронзовым призёром Чемпионата мира. С 1976 по 1983 год Биланд неизменно борется за чемпионский титул, ни разу не опускаясь в общем зачёте чемпионата ниже 2-го места. Сперва он выступает с британцем Уильямс, Кеннетом Уильямсом, но в 1979-м начинает сотрудничество с пассажиром Куртом Вальтиспергом, и это сотрудничество неизменно продолжается на протяжении 19 сезонов, что является рекордом в Чемпионате мира.
После скандала, вызванного нестандартным трициклом BEO, разработанным специально для Биланда, последний начинает использовать шасси швейцарского производителя LCR и остаётся ему верным до конца карьеры. На LCR Биланд выигрывает 5 из 7 своих титулов.

## Скандал с BEO
В сезоне 1978 года Биланд стал инициатором скандала в FIM и причиной серьёзной модификации правил чемпионата. Ещё в 1977 году Джордж О’Делл вывел на старт чемпионата мира мотоцикл Seymaz, изготовленный по специальному заказу и при участии Рольфа Биланда (О’Делл купил у Биланда опытную машину). Seymaz отличался от прочих конструкций тем, что являлся фактически единым трициклом, а не мотоциклом с отделяемой коляской. Он был быстр, но катастрофически ненадёжен, и большую часть сезона О’Делл провёл всё-таки на классическом шасси Windle.
А на Гран-При Франции 1978 года уже Биланд вывел на старт дальнейшее развитие идеи Seymaz — трицикл BEO-Yamaha. Гонка выглядела странно. На протяжении всего заезда лидировал дуэт Алена Мишеля и Стюарта Коллинза, за ним в нескольких метрах шли Биланд и Уильямс. При этом Коллинз проявлял чудеса акробатики, чтобы удержать мотоцикл на влажной от дождя трассе, в то время как Уильямс попросту сидел в коляске, не делая вообще ничего. На последнем круге Биланд играючи обошёл Мишеля и выиграл гонку. Это вызвало множество вопросов к правилам FIA, допустившим до участия в гонке мотоцикл, фактически не требующий участия пассажира и представляющий собой автомобиль практически во всех технических решениях (привод на два колеса, рулевое управление двумя колёсами, используется автомобильная подвеска и так далее).

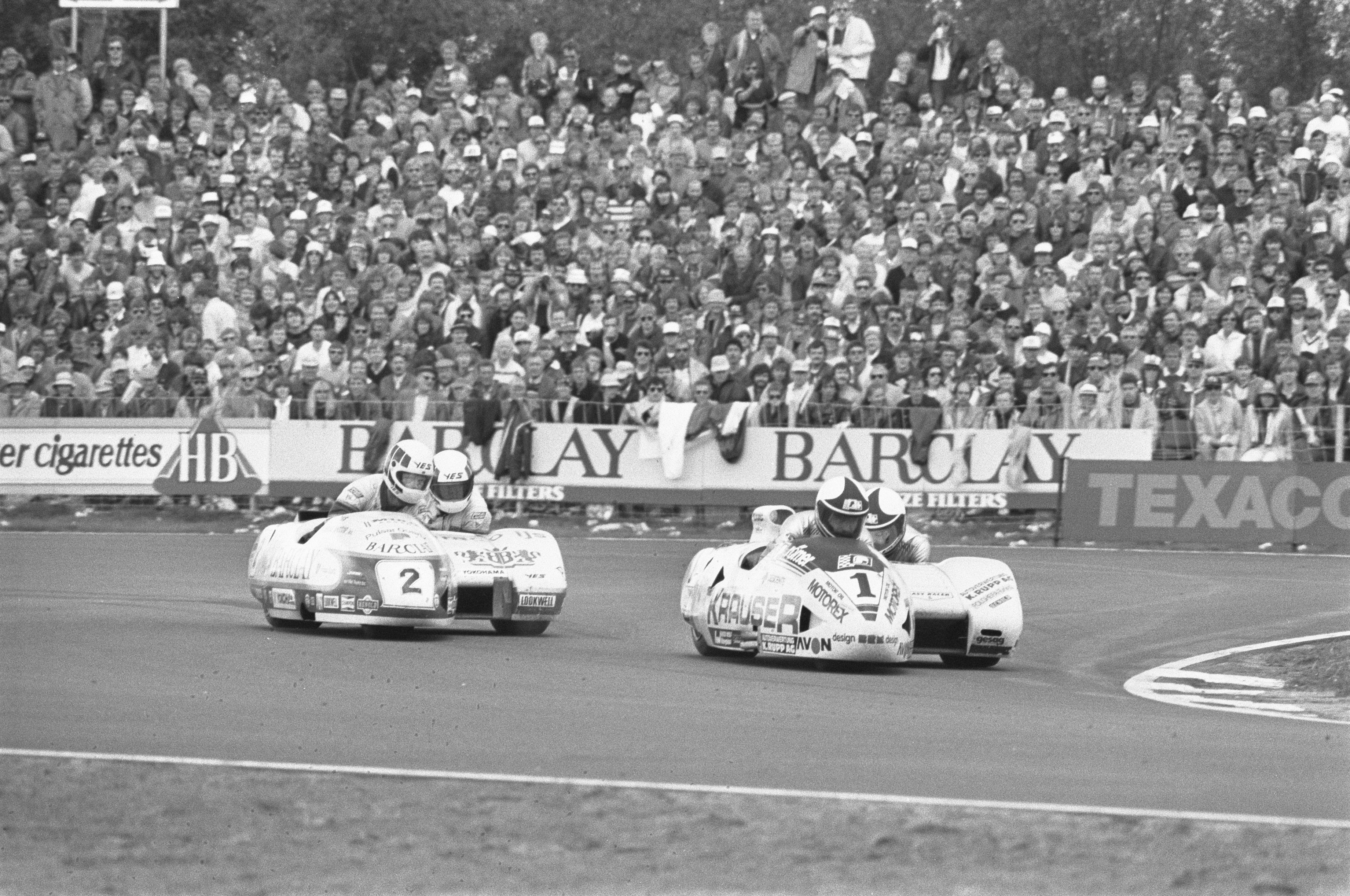
Рольф Биланд и Курт Вальтисперг лидируют в гонке TT Assen 1984 года

После гонки Уильямс, до свободных заездов ни разу не тренировавшийся на BEO, сказал в интервью, что лучше проиграть гонку, чем выиграть её таким образом — ему было стыдно стоять на подиуме. Биланд прокомментировал это иронически, сказав, что в следующий раз попросит Уильямса имитировать работу, чтобы тот не заслонял собой спонсорские логотипы.
Ситуация повторилась в Гран-При Наций, но затем проявились и недостатки BEO. Развесовка шасси, не требующего участия пассажира, делал его слишком тяжёлым, и на скоростных трассах Биланд вынужден был использовать классическое шасси TTM. Тем не менее, именно BEO позволил ему выиграть в 1978 году первый чемпионский титул.
На BEO был подан ряд протестов, все пилоты и пассажиры были категорически недовольны существованием подобного болида. Лишь Джордж О’Делл, друг Биланда, заказа себе подобный же мотоцикл. Чтобы прекратить скандал, FIM пошла навстречу пилотам и к концу года в сотрудничестве с ними выработала ряд правил, исключающих BEO и ему подобные трициклы из соревнований. В частности, были утверждены следующие предложения:
- расхождение колеи между передним и задним колесом не превышает 75 мм
- разрешается привод и только на одно колесо
- управляемым может быть только одно колесо
- запрещается автомобильное рулевое управление и автомобильная же подвеска
- двигатель должен располагаться между передним и задним колесом
- введены ограничения на максимальную ширину шины

Эти правила выводили за рамки разрешённого и несколько других мотоциклов, помимо BEO, поскольку отдельные пункты из перечисленных встречались и у Seymaz, и у TTM, и у LCR. Фактически только два топовых пилота могли ничего не менять в своих болидах — Вернер Шварцель и Дик Гризли. Поэтому FIM во второй раз пошла навстречу пилотам, и в 1979 году провела два чемпионата:
- B2A — традиционные мотоциклы с колясками
- B2B — прототипы-трициклы[6]

Первый из них Биланд иронически называл «классом ветеранов», но, тем не менее, принял участие в обоих чемпионатах на разных мотоциклах (он выиграл B2A и стал вторым в B2B).
В 1980 году FIM окончательно запретила прототипы-трициклы, и чемпионат прошёл на классических мотоциклах. Это вызвало очередное недовольство пилотов, и в 1981 году в результате переговоров был достигнут компромисс. Прототипам разрешили принимать участие в гонках с рядом условий:
- прототип должен приводиться в движение одни ведущим задним колесом
- прототип должен управляться одним передним колесом
- прототип должен управляться мотоциклетным, а не автомобильным рулём
- выступление в гонке должно требовать активного участия пассажира.

На этом инициированный Биландом скандал окончился, а мотоциклы чемпионата до сих пор соответствуют этим правилам, сохраняя неизменную компоновку.

## Продолжение карьеры с LCR
С 1980 по 1987 год официальным спонсором Биланда была мотоциклетная компания Krauser, сперва оплачивающая ему двигатели Yamaha, а затем предоставлявшая собственные моторы Krauser L4.

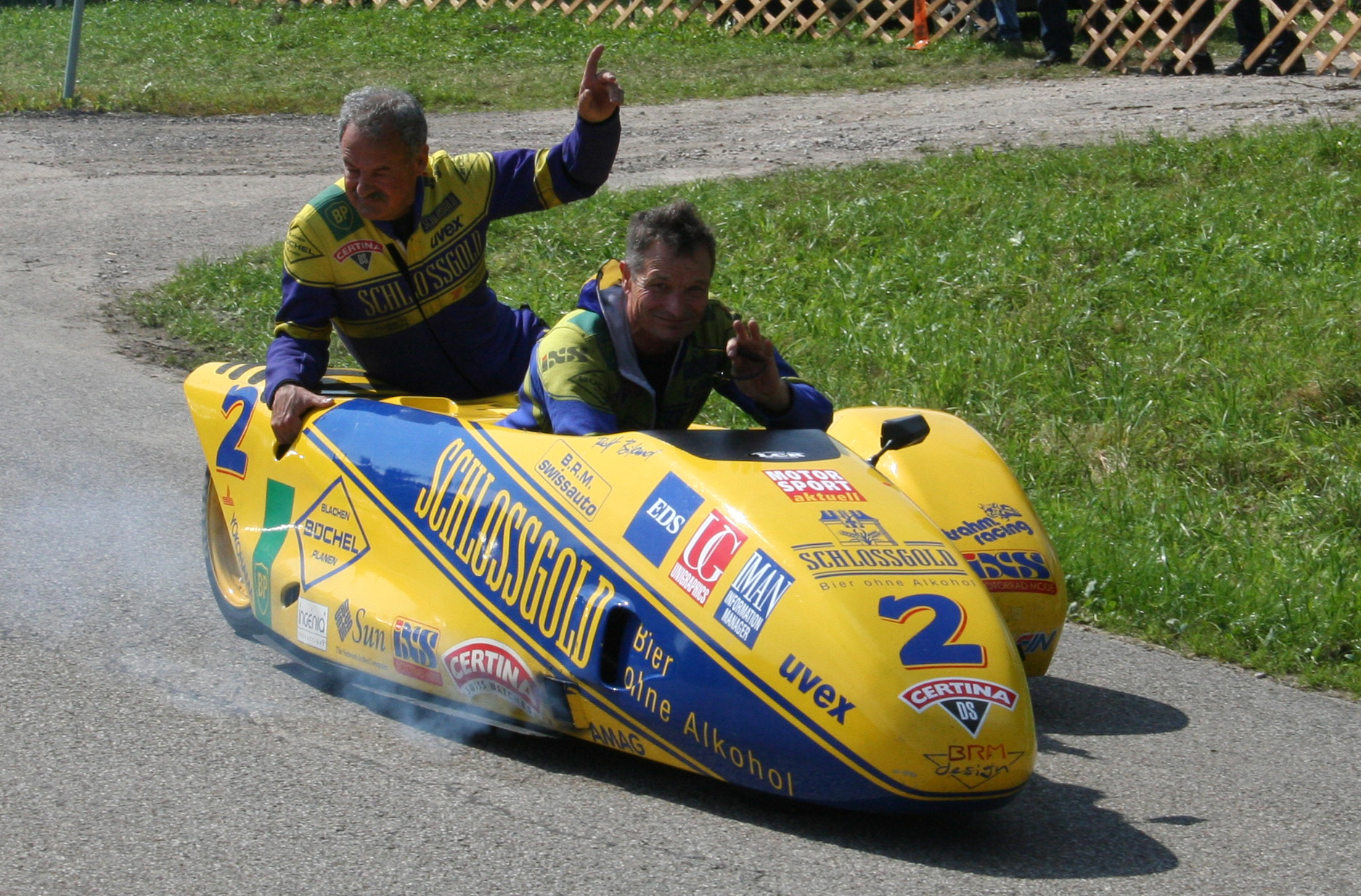
Рольф Биланд и Курт Вальтисперг на гонках олдтаймеров в Австрии в 2014 году

Биланд был известен несколько издевательским поведением в годы доминирования на трассе. В 1982 году на LCR-Yamaha он «привозил» соперником по несколько секунд на круге и позволял себе выходки, выходящие за рамки гоночной этики. Например, на Гран-При Голландии в Ассене Биланд перед финишем имел более чем минутное преимущество перед Аленом Мишелем; он демонстративно остановил мотоцикл за несколько метров до финиша, после чего они с Куртом Вальтспергом дотолкали машину до финишной линии. На Гран-При Бельгии он заехал в боксы только для того, чтобы поболтать с механиками, а затем вернулся на трассу, обошёл четырёх конкурентов, вышедших вперёд, и выиграл гонку с 20-секундным преимуществом. В этом контексте иронично то, что титул Биланд в итоге проиграл медленному, но стабильному Шварцелю.
С 1975 по 1997 год Биланд неизменно выигрывал хотя бы одну гонку в каждом сезоне, за исключением неудачного для него чемпионата 1986 года. Параллельно он пытался стартовать в автогонках в классе Формулы-2, из-за чего пропустил ряд гонок мотоциклетного чемпионата (это стоило ему титула 1984 года). Во многих чемпионатах бороться за высокие места Биланду мешали механические проблемы мотоцикла. Наиболее обидным была потеря титула 1988 года: Биланд завоевал поул-позиции во всех 9 гонках сезона, 6 из них выиграл ещё в двух финишировал вторым. Лишь технических сход в последней гонке сезона позволил Стиву Уэбстеру, проведшему год без единой поломки, вырвать чемпионство у Биланда.
Новый подъём Биланда произошёл в первой половине 1990-х: он завоевал три титула подряд — в 1992, 1993 и 1994 годах. Эти сезоны были очень короткими, 7-8 гонок против предыдущих, чья длительность составляла 12-13 гонок. Это было связано с тем, что промоутером ЧМ по шоссейно-кольцевым мотогонкам стал Берни Экклстоун, сокративший наименее популярный мотоциклетный класс до минимума ввиду его низкой окупаемости. Помимо того, сократилось и количество участников чемпионата, поскольку снизились призовые, а после иных гонок они вообще не были выплачены.
В последних двух сезонах, когда класс мотоциклов с колясками ещё входил в зачёт Чемпионата мира по шоссейно-кольцевым мотогонкам, Биланд стал вице-чемпионом. Свой последний сезон он провёл в 1997-м — первом году, когда класс мотоциклов с колясками выделился в отдельную гоночную серию, на тот момент получившую статус Кубка мира. Биланду было уже 45 лет, и он принял решение завершить карьеру; в своём последнем сезоне он одержал победу на Гран-При Австрии и закончил год на 5-м месте в общем зачёте.

## После окончания карьеры
После ухода из гонок Рольф Биланд основал собственную компанию Bilandevents, оказывающую широкий спектр гоночных услуг: организует туры на квадроциклах, сдаёт в аренду гоночную технику, обучает гоночному мастерству в картинге и мотогонках с колясками, проводит соревнования по вейкборду и водным лыжам, и так далее.
В 1999 году Биланд заявил в Чемпионат мира по шоссейно-кольцевым мотогонкам собственную команду Team Biland GP1. Её пилоты выступали в классе 500cc (ныне MotoGP) на мотоцикле MuZ Weber 500 (фактически — переработанном ELF 500 ROC 1996 года) с мотором Swissauto. За команду выступали достаточно известные пилоты, побеждавшие в Гран-При, — Лука Кадалора, Саймон Крафар, Энтони Гоберт. Лучшим из всех стал голландский гонщик Юрген ван ден Гоорберг, занявший в чемпионате 16-е место (лучший результат в гонке — 8-й). По окончании сезона проект был закрыт за финансовой несостоятельностью.

## Результаты выступлений в Чемпионате мира по шоссейно-кольцевым гонкам на мотоциклах с колясками
| Легенда к таблице |                                                 |
| --- | ----------------------------------------------- |
| В таблице перечислены результаты всех этапов чемпионата мира, в которых принимал участие гонщик либо пассажир. Строками таблицы являются сезоны, столбцами все гонки этапов чемпионата мира, напарник и мотоцикл. В клетках указаны сокращённое название этапа и результат, клетка дополнительно обозначена цветом. Расшифровка обозначений и цветов представлена в нижеследующей таблице. |                                                 |
| \| Пример \| Описание \| \| ------------ \| ----------------------------------------------- \| \| 1 \| Победитель \| \| 2 \| Второе место \| \| 3 \| Третье место \| \| \| Финишировал в очковой зоне \| \| \| Финишировал вне очковой зоны \| \| НКЛ \| Не классифицирован \| \| Сход \| Не финишировал \| \| НКВ \| Не прошёл квалификацию \| \| НПКВ \| Не прошёл предварительную квалификацию \| \| ДСК \| Дисквалифицирован \| \| ИСК \| Исключён из протокола соревнований \| \| НС \| Не стартовал в гонке \| \| Т \| Травмирован или болен \| \| ОТК \| Отказ от участия \| \| НТР \| Прибыл на соревнования, но на трассу не выезжал \| \| НПР \| Не прибыл к началу соревнований \| \| НД \| Недопущен до старта \| \| О \| Гонка отменена \| \| \| Не участвовал \| \| Поул-позиция \| \| \| Быстрый круг \| \| |                                                 |
| Пример | Описание                                        |
| 1 | Победитель                                      |
| 2 | Второе место                                    |
| 3 | Третье место                                    |
| | Финишировал в очковой зоне                      |
| | Финишировал вне очковой зоны                    |
| НКЛ | Не классифицирован                              |
| Сход | Не финишировал                                  |
| НКВ | Не прошёл квалификацию                          |
| НПКВ | Не прошёл предварительную квалификацию          |
| ДСК | Дисквалифицирован                               |
| ИСК | Исключён из протокола соревнований              |
| НС | Не стартовал в гонке                            |
| Т | Травмирован или болен                           |
| ОТК | Отказ от участия                                |
| НТР | Прибыл на соревнования, но на трассу не выезжал |
| НПР | Не прибыл к началу соревнований                 |
| НД | Недопущен до старта                             |
| О | Гонка отменена                                  |
| | Не участвовал                                   |
| Поул-позиция |                                                 |
| Быстрый круг |                                                 |

| Год        | Пассажир            | Мотоцикл      | 1        | 2        | 3        | 4        | 5        | 6        | 7        | 8        | 9        | 10      | 11    | 12       | 13    | Место | Очки |
| ---------- | ------------------- | ------------- | -------- | -------- | -------- | -------- | -------- | -------- | -------- | -------- | -------- | ------- | ----- | -------- | ----- | ----- | ---- |
| 1974       | Фредди Фрайбургхаус | CAT-Crescent  | FRA      | GER      | AUT 8    | NAT 2    | MAN      | NED      | BEL      | CZE      |          |         |       |          |       | 9     | 15   |
| 1975       | Фредди Фрайбургхаус | Seymaz-Yamaha | FRA      | AUT 8    | GER 1    | MAN      |          | BEL Сход | CZE      |          |          |         |       |          |       | 3     | 30   |
| 1975       | Бернд Грубе         | Seymaz-Yamaha |          |          |          |          | NED 2    |          |          |          |          |         |       |          |       | 3     | 30   |
| 1976       | Кеннет Уильямс      | Seymaz-Yamaha | FRA 1    | AUT Сход | MAN      | NED Сход | BEL      | CZE 3    | GER 4    |          |          |         |       |          |       | 4     | 33   |
| 1977       | Кеннет Уильямс      | Schmid-Yamaha | AUT 1    | GER 1    | FRA Сход | NED 1    | BEL Сход | CZE 4    | GBR 8    |          |          |         |       |          |       | 2     | 56   |
| 1978       | Кеннет Уильямс      | TTM-Yamaha    | AUT 1    |          |          |          | BEL 3    |          |          | CZE 2    |          |         |       |          |       | 1     | 79   |
| 1978       | Кеннет Уильямс      | BEO-Yamaha    |          | FRA 1    | NAT 1    | NED Сход |          | GBR 2    | GER Сход |          |          |         |       |          |       | 1     | 79   |
| 1979 (B2A) | Курт Вальтисперг    | Schmid-Yamaha | AUT      | GER      | NED 1    | BEL 2    | SWE 3    | GBR 1    | CZE 1    |          |          |         |       |          |       | 1     | 67   |
| 1979 (B2B) | Курт Вальтисперг    | LCR-Yamaha    | AUT 1    | SWI 1    | GBR Сход | GER 1    | FRA 1    | NED      |          |          |          |         |       |          |       | 2     | 60   |
| 1980       | Курт Вальтисперг    | LCR-Yamaha    | FRA 1    | JUG 1    | NED Сход | BEL 3    | FIN 4    | GBR Сход | CZE 1    | GER Сход |          |         |       |          |       | 2     | 63   |
| 1981       | Курт Вальтисперг    | LCR-Yamaha    | AUT 2    | GER Сход | FRA 1    | ESP 1    | NED 3    | BEL 1    | GBR 1    | FIN 1    | SWE 1    | CZE 1   |       |          |       | 1     | 127  |
| 1982       | Курт Вальтисперг    | LCR-Yamaha    | AUT 1    | NED 1    | BEL 1    | GBR Сход | SWE 1    | FIN 1    | CZE Сход | SMA НПК  | GER 1    |         |       |          |       | 2     | 82,5 |
| 1983       | Курт Вальтисперг    | LCR-Yamaha    | FRA 1    | GER Сход | AUT 1    | NED 1    | BEL 1    | GBR 4    | SWE 1    | SMA 1    |          |         |       |          |       | 1     | 98   |
| 1984       | Курт Вальтисперг    | LCR-Yamaha    | AUT Сход | GER Сход | FRA 1    | NED 1    | BEL Сход | GBR 2    | SWE 1    |          |          |         |       |          |       | 4     | 57   |
| 1985       | Курт Вальтисперг    | LCR-Yamaha    | GER 4    | AUT 1    |          |          |          |          |          |          |          |         |       |          |       | 3     | 50   |
| 1985       | Курт Вальтисперг    | LCR-Krauser   |          |          | NED 1    | BEL 2    | FRA Сход | SWE Сход |          |          |          |         |       |          |       | 3     | 50   |
| 1986       | Курт Вальтисперг    | LCR-Krauser   | GER 2    | AUT Сход | NED 15   | BEL 4    | FRA Сход | GBR Сход | SWE Сход | BAD 2    |          |         |       |          |       | 8     | 32   |
| 1987       | Курт Вальтисперг    | LCR-Krauser   | ESP Сход | GER НПК  | AUT 1    | NED 4    | FRA 1    | GBR Сход | SWE 1    | CZE 1    |          |         |       |          |       | 3     | 68   |
| 1988       | Курт Вальтисперг    | LCR-Krauser   | EXP 1    | GER 1    | AUT 1    | NED 1    | BEL 1    | FRA 1    | GBR 2    | SWE 2    | CZE Сход |         |       |          |       | 2     | 154  |
| 1989       | Курт Вальтисперг    | LCR-Krauser   | USA Сход | GER Сход | AUT 1    | NED 3    | BEL 3    | FRA 1    | GBR 3    | SWE 1    | CZE Сход |         |       |          |       | 4     | 105  |
| 1990       | Курт Вальтисперг    | LCR-Krauser   | USA Сход | ESP 3    | NAT 1    | GER 10   | AUT 4    | JUG 4    | NED 2    | GER Сход | FRA 13   | GBR 3   | SWE 3 | CZE Сход | HUN 2 | 4     | 134  |
| 1991       | Курт Вальтисперг    | LCR-ADM       | USA 4    | ESP 4    | ITA Сход | GER 3    | AUT 2    | EUR 4    | NED 2    | FRA 1    | GBR 1    | SMA НКЛ | CZE 1 | LMN 1    |       | 2     | 168  |
| 1992       | Курт Вальтисперг    | LCR-Krauser   | ESP Сход | GER 8    | NED 1    | HUN 1    | FRA 1    | GBR 1    | ASS 2    |          |          |         |       |          |       | 1     | 98   |
| 1993       | Курт Вальтисперг    | LCR-Krauser   | HOC 2    | GER 1    | NED 1    | BRN 1    | GBR 2    | SWE 3    | CZE 1    | EUR 1    |          |         |       |          |       | 1     | 190  |
| 1994       | Курт Вальтисперг    | LCR-Swissauto | DON Сход | GER 1    | NED 1    | AUT 3    | GBR 1    | CZE 1    | ASS 1    | EUR Сход |          |         |       |          |       | 1     | 141  |
| 1995       | Курт Вальтисперг    | LCR-BRM       | GER Сход | ITA Сход | NED Сход | FRA 1    | GBR 1    | CZE 1    | EUR 1    |          |          |         |       |          |       | 2     | 100  |
| 1996       | Курт Вальтисперг    | LCR-BRM       | ITA 4    | NED 6    | GER 6    | GBR 2    | AUT 3    | CZE 1    | CAT 1    |          |          |         |       |          |       | 2     | 119  |
| 1997       | Курт Вальтисперг    | LCR-Swissauto | HUN 2    | AUT 1    | FRA Сход | CZE 6    | GER 2    | SWE Сход | BRN Сход | JUG 4    | ESP Сход |         |       |          |       | 5     | 88   |

## Результаты выступлений в Чемпионате Европы по автогонкам на выносливость (European Endurance Championship)[12]
| Легенда к таблице |                                                                    |
| --- | ------------------------------------------------------------------ |
| В таблице перечислены результаты всех гонок, в которых принимал участие гонщик. Строками таблицы являются сезоны, столбцами — этапы соревнований. В каждой клетке указаны сокращённое название этапа и результат, дополнительно обозначенный цветом. Расшифровка обозначений и цветов представлена в нижеследующей таблице. |                                                                    |
| \| Пример \| Описание \| \| ------------ \| ------------------------------------------------------------------ \| \| 1 \| Победитель \| \| 2 \| Второе место \| \| 3 \| Третье место \| \| 5 \| Финишировал, заработав очки \| \| Сход \| Не финишировал, но при этом заработал очки \| \| 12 \| Финишировал, не получив очков \| \| НКЛ \| Финишировал, но не попал в финальную классификацию \| \| 15 \| Участвовал вне зачёта, либо по отдельной классификации \| \| 18 \| Не финишировал, но попал в финальную классификацию \| \| Сход \| Не финишировал \| \| НКВ \| Не прошёл квалификацию \| \| НПКВ \| Не прошёл предквалификацию \| \| ДСК \| Дисквалифицирован \| \| ИСК \| Исключён из протокола соревнований \| \| ТТ \| Заявлен для участия только в тренировках \| \| НС \| Участвовал в квалификации, но не стартовал в гонке \| \| Т \| Травмирован или болен \| \| ОТК \| Отказ от участия \| \| НТР \| Прибыл на соревнования, но на трассу не выезжал \| \| НПР \| Был заявлен в числе участников, но не прибыл к началу соревнований \| \| О \| Соревнования отменены \| \| \| Не участвовал \| \| Поул-позиция \| \| \| Быстрый круг \| \| |                                                                    |
| Пример | Описание                                                           |
| 1 | Победитель                                                         |
| 2 | Второе место                                                       |
| 3 | Третье место                                                       |
| 5 | Финишировал, заработав очки                                        |
| Сход | Не финишировал, но при этом заработал очки                         |
| 12 | Финишировал, не получив очков                                      |
| НКЛ | Финишировал, но не попал в финальную классификацию                 |
| 15 | Участвовал вне зачёта, либо по отдельной классификации             |
| 18 | Не финишировал, но попал в финальную классификацию                 |
| Сход | Не финишировал                                                     |
| НКВ | Не прошёл квалификацию                                             |
| НПКВ | Не прошёл предквалификацию                                         |
| ДСК | Дисквалифицирован                                                  |
| ИСК | Исключён из протокола соревнований                                 |
| ТТ | Заявлен для участия только в тренировках                           |
| НС | Участвовал в квалификации, но не стартовал в гонке                 |
| Т | Травмирован или болен                                              |
| ОТК | Отказ от участия                                                   |
| НТР | Прибыл на соревнования, но на трассу не выезжал                    |
| НПР | Был заявлен в числе участников, но не прибыл к началу соревнований |
| О | Соревнования отменены                                              |
| | Не участвовал                                                      |
| Поул-позиция |                                                                    |
| Быстрый круг |                                                                    |

| Год  | Команда                         | Напарники                  | Автомобиль   | 1   | 2   | 3   | 4   | 5   | 6   | 7     | 8   | Место | Очки |
| ---- | ------------------------------- | -------------------------- | ------------ | --- | --- | --- | --- | --- | --- | ----- | --- | ----- | ---- |
| 1983 | Cheetah Automobiles Switzerland | Лорис Кессель, Лоран Ферье | Cheetah G603 | ITA | GBR | GER | FRA | BEL | BRH | IMO 9 | MUG | 78    | 2    |

## Результаты выступлений в Чемпионате мира по автогонкам на выносливость (FIA World Endurance Championship)[12]
| Легенда к таблице |                                                                    |
| --- | ------------------------------------------------------------------ |
| В таблице перечислены результаты всех гонок, в которых принимал участие гонщик. Строками таблицы являются сезоны, столбцами — этапы соревнований. В каждой клетке указаны сокращённое название этапа и результат, дополнительно обозначенный цветом. Расшифровка обозначений и цветов представлена в нижеследующей таблице. |                                                                    |
| \| Пример \| Описание \| \| ------------ \| ------------------------------------------------------------------ \| \| 1 \| Победитель \| \| 2 \| Второе место \| \| 3 \| Третье место \| \| 5 \| Финишировал, заработав очки \| \| Сход \| Не финишировал, но при этом заработал очки \| \| 12 \| Финишировал, не получив очков \| \| НКЛ \| Финишировал, но не попал в финальную классификацию \| \| 15 \| Участвовал вне зачёта, либо по отдельной классификации \| \| 18 \| Не финишировал, но попал в финальную классификацию \| \| Сход \| Не финишировал \| \| НКВ \| Не прошёл квалификацию \| \| НПКВ \| Не прошёл предквалификацию \| \| ДСК \| Дисквалифицирован \| \| ИСК \| Исключён из протокола соревнований \| \| ТТ \| Заявлен для участия только в тренировках \| \| НС \| Участвовал в квалификации, но не стартовал в гонке \| \| Т \| Травмирован или болен \| \| ОТК \| Отказ от участия \| \| НТР \| Прибыл на соревнования, но на трассу не выезжал \| \| НПР \| Был заявлен в числе участников, но не прибыл к началу соревнований \| \| О \| Соревнования отменены \| \| \| Не участвовал \| \| Поул-позиция \| \| \| Быстрый круг \| \| |                                                                    |
| Пример | Описание                                                           |
| 1 | Победитель                                                         |
| 2 | Второе место                                                       |
| 3 | Третье место                                                       |
| 5 | Финишировал, заработав очки                                        |
| Сход | Не финишировал, но при этом заработал очки                         |
| 12 | Финишировал, не получив очков                                      |
| НКЛ | Финишировал, но не попал в финальную классификацию                 |
| 15 | Участвовал вне зачёта, либо по отдельной классификации             |
| 18 | Не финишировал, но попал в финальную классификацию                 |
| Сход | Не финишировал                                                     |
| НКВ | Не прошёл квалификацию                                             |
| НПКВ | Не прошёл предквалификацию                                         |
| ДСК | Дисквалифицирован                                                  |
| ИСК | Исключён из протокола соревнований                                 |
| ТТ | Заявлен для участия только в тренировках                           |
| НС | Участвовал в квалификации, но не стартовал в гонке                 |
| Т | Травмирован или болен                                              |
| ОТК | Отказ от участия                                                   |
| НТР | Прибыл на соревнования, но на трассу не выезжал                    |
| НПР | Был заявлен в числе участников, но не прибыл к началу соревнований |
| О | Соревнования отменены                                              |
| | Не участвовал                                                      |
| Поул-позиция |                                                                    |
| Быстрый круг |                                                                    |

| Год  | Команда              | Напарники | Автомобиль  | 1   | 2   | 3   | 4   | 5   | 6   | 7      | 8   | 9   | 10  | 11  | Место | Очки |
| ---- | -------------------- | --------- | ----------- | --- | --- | --- | --- | --- | --- | ------ | --- | --- | --- | --- | ----- | ---- |
| 1984 | Procar Automobile AG | -         | Sehcar C830 | ITA | GBR | FRA | GER | BRH | CAN | BEL НС | IMO | JPN | RSA | AUS | -     | 0    |

## Результаты выступлений в Чемпионате Европы в классе Формула-2[13][14]
| Легенда к таблице |                                                                    |
| --- | ------------------------------------------------------------------ |
| В таблице перечислены результаты всех гонок, в которых принимал участие гонщик. Строками таблицы являются сезоны, столбцами — этапы соревнований. В каждой клетке указаны сокращённое название этапа и результат, дополнительно обозначенный цветом. Расшифровка обозначений и цветов представлена в нижеследующей таблице. |                                                                    |
| \| Пример \| Описание \| \| ------------ \| ------------------------------------------------------------------ \| \| 1 \| Победитель \| \| 2 \| Второе место \| \| 3 \| Третье место \| \| 5 \| Финишировал, заработав очки \| \| Сход \| Не финишировал, но при этом заработал очки \| \| 12 \| Финишировал, не получив очков \| \| НКЛ \| Финишировал, но не попал в финальную классификацию \| \| 15 \| Участвовал вне зачёта, либо по отдельной классификации \| \| 18 \| Не финишировал, но попал в финальную классификацию \| \| Сход \| Не финишировал \| \| НКВ \| Не прошёл квалификацию \| \| НПКВ \| Не прошёл предквалификацию \| \| ДСК \| Дисквалифицирован \| \| ИСК \| Исключён из протокола соревнований \| \| ТТ \| Заявлен для участия только в тренировках \| \| НС \| Участвовал в квалификации, но не стартовал в гонке \| \| Т \| Травмирован или болен \| \| ОТК \| Отказ от участия \| \| НТР \| Прибыл на соревнования, но на трассу не выезжал \| \| НПР \| Был заявлен в числе участников, но не прибыл к началу соревнований \| \| О \| Соревнования отменены \| \| \| Не участвовал \| \| Поул-позиция \| \| \| Быстрый круг \| \| |                                                                    |
| Пример | Описание                                                           |
| 1 | Победитель                                                         |
| 2 | Второе место                                                       |
| 3 | Третье место                                                       |
| 5 | Финишировал, заработав очки                                        |
| Сход | Не финишировал, но при этом заработал очки                         |
| 12 | Финишировал, не получив очков                                      |
| НКЛ | Финишировал, но не попал в финальную классификацию                 |
| 15 | Участвовал вне зачёта, либо по отдельной классификации             |
| 18 | Не финишировал, но попал в финальную классификацию                 |
| Сход | Не финишировал                                                     |
| НКВ | Не прошёл квалификацию                                             |
| НПКВ | Не прошёл предквалификацию                                         |
| ДСК | Дисквалифицирован                                                  |
| ИСК | Исключён из протокола соревнований                                 |
| ТТ | Заявлен для участия только в тренировках                           |
| НС | Участвовал в квалификации, но не стартовал в гонке                 |
| Т | Травмирован или болен                                              |
| ОТК | Отказ от участия                                                   |
| НТР | Прибыл на соревнования, но на трассу не выезжал                    |
| НПР | Был заявлен в числе участников, но не прибыл к началу соревнований |
| О | Соревнования отменены                                              |
| | Не участвовал                                                      |
| Поул-позиция |                                                                    |
| Быстрый круг |                                                                    |

| Год  | Команда           | Автомобиль | 1        | 2         | 3     | 4      | 5   | 6     | 7      | 8   | 9   | 10  | 11     | 12  | Место | Очки |
| ---- | ----------------- | ---------- | -------- | --------- | ----- | ------ | --- | ----- | ------ | --- | --- | --- | ------ | --- | ----- | ---- |
| 1983 | Horag Hotz Racing | March-BMW  | SIL      | THR       | HOC 9 | NÜR 12 | VAL | PAU 6 | JAR 10 | DON | MIS | PER | ZOL 11 | MUG | 22    | 1    |
| 1984 | Horag Racing      | March-BMW  | SIL Сход | HOC1 Сход | SIL   | VLL    | MUG | PAU   | HOC2   | MIS | PER | SON | BRH    |     | -     | 0    |

## Результаты выступлений на гонке Isle of Man TT[15]
| Год  | Класс               | Мотоцикл           | Пассажир         | Позиция в классе |
| ---- | ------------------- | ------------------ | ---------------- | ---------------- |
| 1977 | Sidecar (1-й заезд) | Schmid-Yamaha      | Кеннет Уильямс   | Сход             |
| 1977 | Sidecar (2-й заезд) | Schmid-Yamaha      | Кеннет Уильямс   | 2                |
| 1978 | Sidecar (1-й заезд) | TTM-Yamaha         | Кеннет Уильямс   | Сход             |
| 1978 | Sidecar (2-й заезд) | TTM-Yamaha         | Кеннет Уильямс   | НС               |
| 1979 | Sidecar (1-й заезд) | Busch-TTM-Yamaha   | Курт Вальтисперг | 9                |
| 1979 | Sidecar (2-й заезд) | Busch-TTM-Yamaha   | Курт Вальтисперг | 8                |
| 1980 | Sidecar (1-й заезд) | Krauser-LCR-Yamaha | Курт Вальтисперг | Сход             |
| 1980 | Sidecar (2-й заезд) | Krauser-LCR-Yamaha | Курт Вальтисперг | НС               |